# Stazione di Kagamiishi
La stazione di Kagamiishi (鏡石駅?, Kagamiishi-eki) è una stazione ferroviaria situata della cittadina di Kagamiishi, nella prefettura di Fukushima, ed è servita dalla linea principale Tōhoku regionale della JR East.

## Servizi ferroviari
East Japan Railway Company
■ Linea principale Tōhoku (servizi regionali)

## Struttura
La stazione è dotata di un marciapiede a isola con due binari passanti in superficie, collegati da un sovrappassaggio. Sono presenti distributori automatici di biglietti, e supporto alla bigliettazione elettronica Suica, oltre ad alcuni negozi.
| 1 | ■ Linea principale Tōhoku | per Kōriyama, Fukushima e Sendai   |
| 2 | ■ Linea principale Tōhoku | per Shirakawa, Kuroiso, Utsunomiya |

## Stazioni adiacenti
| «                       | Servizio                | »                       |
| Linea principale Tōhoku | Linea principale Tōhoku | Linea principale Tōhoku |
| ----------------------- | ----------------------- | ----------------------- |
| Yabuki                  | -                       | Sukagawa                |